# ルムニク・ヴルチャ
ルムニク・ヴルチャ（ルーマニア語: Râmnicu Vâlcea、Rîmnicu Vîlcea）は、ルーマニアのヴルチャ県にある都市。古い歴史的な区分ではオルテニアに入る。

## 地理・気候
ルーマニア中南部のトランシルヴァニアアルプス山脈のふもとに位置し、コジャ山地から12km、ファガラシュ山地とロートルルイ山地から40kmのところにある。オルト川が流れ、E81号線やルーマニアの主要鉄道路線も通る。

## 歴史

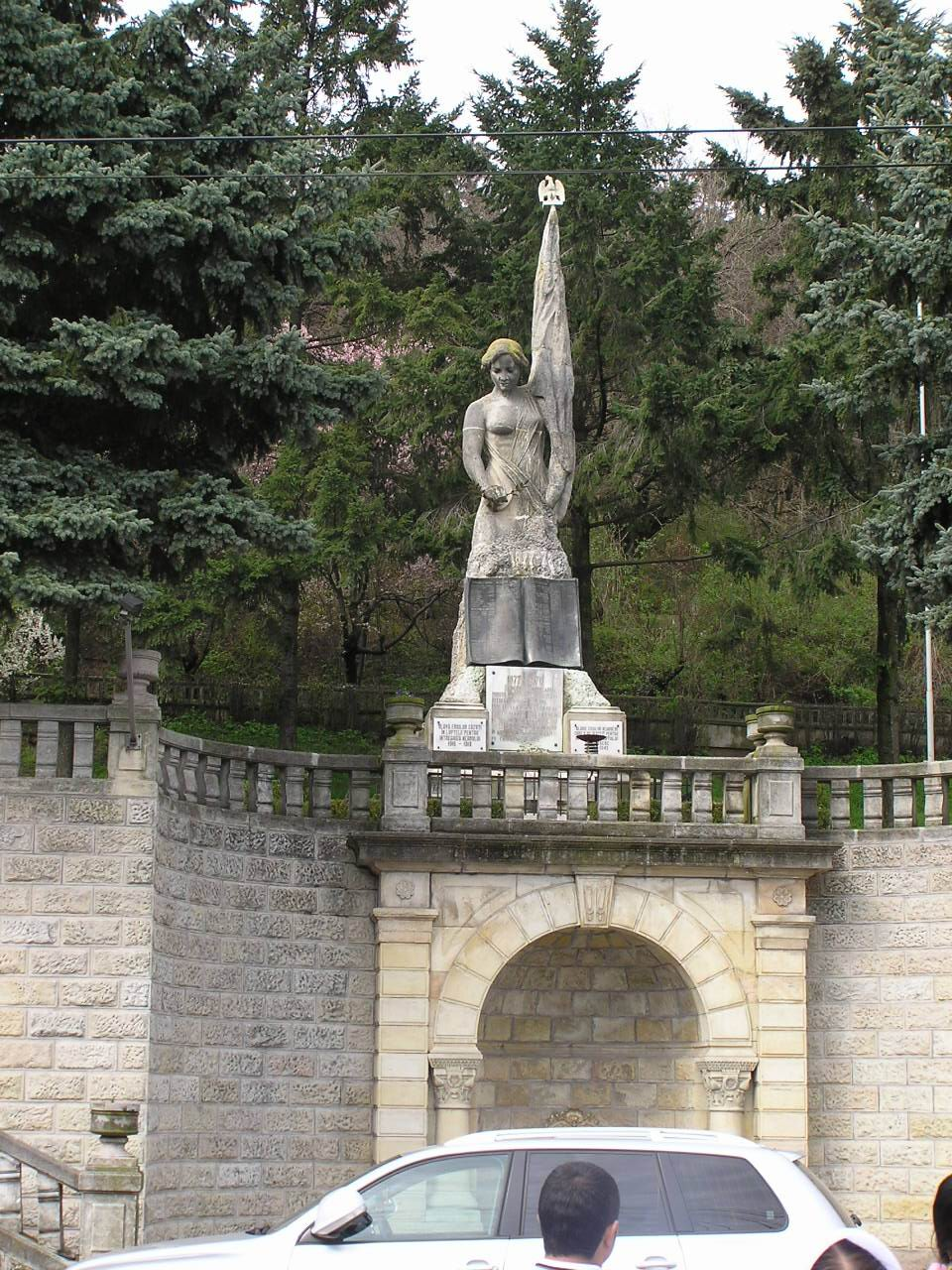
1915年に建てられた、ルーマニア独立戦争の記念碑

ダキアやローマの時代から人が住み着き、当時はカストラが置かれていた。中世になって新しく要塞が築かれた。ワラキア公ミルチャ1世在位中の1388年9月4日に「ルムニク大公町」として初めてその名が見え、同時期の1392年1月8日にヴァルチャ県の県都となったことが確認されている。
紋章に描かれている要塞にはオルテニアのバンが代々住んでいたが、1504年から正教会の司教に代わった。1543年にはワラキア公ラドゥ・デ・ラ・アフマツィが要塞でボヤールの陰謀により暗殺された。
マテイ・バサラーブやコンスタンティン・ブルンコヴェアヌの時代、ルムニクは文化の街となり、ルーマニアで初めて製紙工場やイベリアのアンティムらによる印刷機が導入された。1718年から1739年にかけてのハプスブルク君主国によるオルテニア征服では、要塞が陥落するまで多大な被害をこうむった。
ワラキア革命さなかの1848年7月29日に、アンドレイ・ムレシャヌとアントン・パンによって後にルーマニアの国歌となる「目覚めよ、ルーマニア人!」がつくられ、ルムニク・ヴルチャで披露された。帝政ロシアやオスマン帝国の反革命勢力の結成を企てていたゲオルゲ・マゲールは、現在の市街にあたるラウレニで武装組織を結成した。
1980年代には街並みが地元の建築家によって、社会主義リアリズムを含んだ様式に完全に建てかえられた。

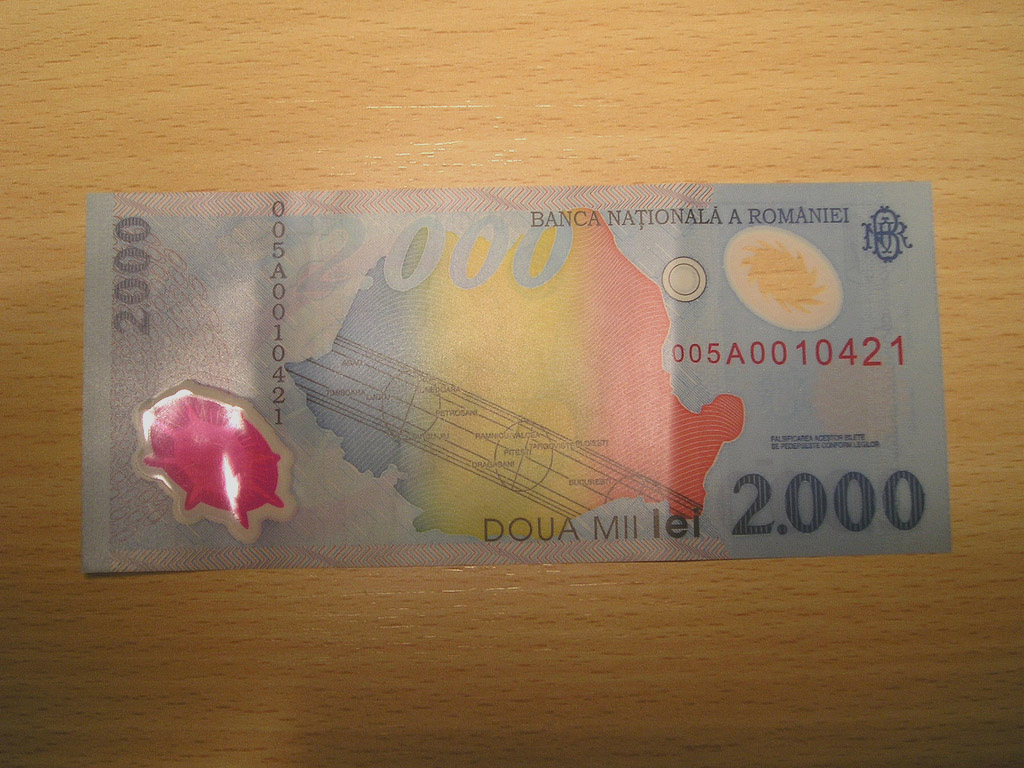
1999年の日食を記念して発行されたプラスチック製の紙幣。ルーマニアの地図に皆既帯が描かれている

1999年8月11日の日食では、皆既帯の中心線が近くを通ることから最大級の日食時間を記録した。

## 行政
現市長のロメオ・ラドゥレスクはかつては民主党に所属していたが、現在は無所属である。エウセビユ・ヴェツェレアヌ（無所属）とモンセアーヌ・コンスタンティン（国民自由党）の2人の副市長がいる。議会の定数は23で、2004年6月の選挙後の各会派の議席数は下記の通りである。
- 国民自由党 8議席
- 民主自由党 8議席
- 社会民主党 5議席
- 大ルーマニア党 2議席

## 出身有名人
- アントン・パン
- エウゲーン・アンゲレスク
- ミルチャ・アンゲレスク
- ヨン・エマヌエル・フローレスク
- ヴィクトラーシュ・ヤコブ
- ガブリエル・リーチャヌ
- ニコラエ・マノレスク
- マリアン＝ジャン・マリネスク
- アレクサンドル・パパドポル
- デム・ラドゥレスク

## スポーツ
リーガ・ナツィオナーラとEHF女子チャンピオンズ・リーグでプレイする女子サッカークラブ、CSオルトクム・ルムニク・ヴァルチャが本拠地にしている。